# Ishockeyspelare
Ishockeyspelare kallas spelare i ishockeylag. Ishockeyspelare kategoriseras som målvakter och utespelare. Utespelarna delas i sin ut in i backar (försvarsspelare) och forwards (anfallsspelare). Forwards kan vara högerforward, center och vänsterforward. Historiskt har man även hans en position som kallades rover.
De främsta ishockeyspelarna är professionella och de allra bästa spelar i den nordamerikanska hockeyligan NHL.
Ishockeyspelare jämförs ofta med varandra i skytteligor eller poängligor. Även målvakter jämförs med räddningsprocent eller Goals Against Average. Bland de som oftast rankas som världens bästa ishockeyspelare genom tiderna är Gordie Howe, Wayne Gretzky och Mario Lemieux.